# Kinesik
Kinesik, läran, studiet, av kroppens rörelse, de muskelrörelser som ackompanjerar vårt tal, d v s, såväl medveten som omedveten icke-verbal kommunikation. I talspråk också känt under begreppet "kroppsspråk" trots att det inte är fråga om ett språk per definition. Den icke-verbala kommunikationen är ofta till stora delar omedveten hos den som talar och kan ge det sagda annan innebörd än som medvetet från början avsetts.
Kinesik är en underavdelning av etologiska orienterande kommunikationsstudier och utvärderas i samband med diskursanalys, specifikt med avseende på rörelsens kommunikativa relevans.

## Moderna applikationer
I en aktuell applikation används kinesik som ett sätt att se tecken på försök att förvirra en intervjuare. Intervjuare söker kluster av rörelser för att avgöra sanningshalten i det uttalande som yttras. Vissa relaterade ord kan vara:
- Emblem - Substitut för ord och fraser
- Illustratörer - Bifoga eller förstärka verbala meddelanden
- Affekterad utstrålning - Visa känslor
- Regulatorer - Styra flödet och takten i kommunikation
- Adaptorer - Släppa fysiska eller känslomässiga spänningar.

Kinesik är en viktig del av icke-verbalt kommunikationsbeteende. Rörelserna av kroppen, eller separata delar, förmedlar många specifika betydelser och tolkningar kan vara kulturellt bundna. Eftersom många rörelser utförs på en undermedveten nivå eller åtminstone en låg medvetenhetsnivå, har kinesikrörelser en betydande risk att misstolkas i en interkulturell kommunikationssituation.